# Wereldkampioenschap voetbal 2018 (Groep E) Costa Rica - Servië
Dit artikel gaat over de wedstrijd in de groepsfase in groep E tussen Costa Rica en Servië die gespeeld werd op zondag 17 juni 2018 tijdens het wereldkampioenschap voetbal 2018. Het duel was de negende wedstrijd van het toernooi.

## Voorafgaand aan de wedstrijd
- Costa Rica stond bij aanvang van het toernooi op de 23e plaats van de FIFA-wereldranglijst.[1]
- Servië stond bij aanvang van het toernooi op de 34e plaats van de FIFA-wereldranglijst.[2]
- De confrontatie tussen de nationale elftallen van Costa Rica en Servië vond nog nooit eerder plaats.[3]
- Het duel vond plaats in het Cosmos Arena in Samara. Dit stadion werd in 2018 geopend en heeft een capaciteit van 44.918.

## Wedstrijdgegevens[4]
| Datum                | 17 juni 2018                                                                                  | 17 juni 2018                                                                                  |
| Wedstrijdnummer      | 9                                                                                             | 9                                                                                             |
| Stadion              | Cosmos Arena, Samara                                                                          | Cosmos Arena, Samara                                                                          |
| Toeschouwers         | 41.432                                                                                        | 41.432                                                                                        |
| Scheidsrechter       | Malang Diedhiou                                                                               | Malang Diedhiou                                                                               |
| Assistenten          | Djibril Camara El Hadji Samba                                                                 | Djibril Camara El Hadji Samba                                                                 |
| Vierde official      | Bamlak Tessema Weyesa                                                                         | Bamlak Tessema Weyesa                                                                         |
| Videoscheidsrechters | Clément Turpin Cyril Gringore (assistent) Paweł Gil (assistent) Artur Soares Dias (assistent) | Clément Turpin Cyril Gringore (assistent) Paweł Gil (assistent) Artur Soares Dias (assistent) |
| Man van de wedstrijd | Aleksandar Kolarov                                                                            | Aleksandar Kolarov                                                                            |
|                      | Costa Rica                                                                                    | Servië                                                                                        |
| Doelpunten           | 0                                                                                             | 1                                                                                             |
| Gele kaarten         | 2                                                                                             | 2                                                                                             |
| Rode kaarten         | 0                                                                                             | 0                                                                                             |
| Wissels              | 3                                                                                             | 3                                                                                             |
| Schoten op doel      | 7                                                                                             | 5                                                                                             |
| Schoten naast doel   | 3                                                                                             | 5                                                                                             |
| Overtredingen        | 18                                                                                            | 15                                                                                            |
| Hoekschoppen         | 5                                                                                             | 4                                                                                             |
| Buitenspel           | 1                                                                                             | 3                                                                                             |
| Vrije trappen        | 18                                                                                            | 19                                                                                            |
| Balbezit (%)         | 50                                                                                            | 50                                                                                            |

| Costa Rica | 0 – 1        | Servië |
| | goals        | 56' Aleksandar Kolarov |
| Óscar Antonio Ramírez | bondscoach   | Mladen Krstajić |
| Keylor Navas Cristian Gamboa Johnny Acosta Giancarlo González Óscar Duarte Francisco Calvo Bryan Ruiz Celso Borges David Guzmán 73' Johan Venegas 60' Marco Ureña 67' | opstellingen | Vladimir Stojković Branislav Ivanović Nikola Milenković Duško Tošić Aleksandar Kolarov 83' Dušan Tadić Luka Milivojević Sergej Milinković-Savić Nemanja Matić 70' Adem Ljajić 90' Aleksandar Mitrović |
| Cristian Bolaños 60' Joel Campbell 67' Daniel Colindres 73' | wissels      | 70' Filip Kostić 83' Antonio Rukavina 90' Aleksandar Prijović |
| Nikola Milenković 22' Sergej Milinković-Savić 56' | gele kaarten | 59' Branislav Ivanović 90+8' Marko Grujić |
| | rode kaarten | |